# Rorbu

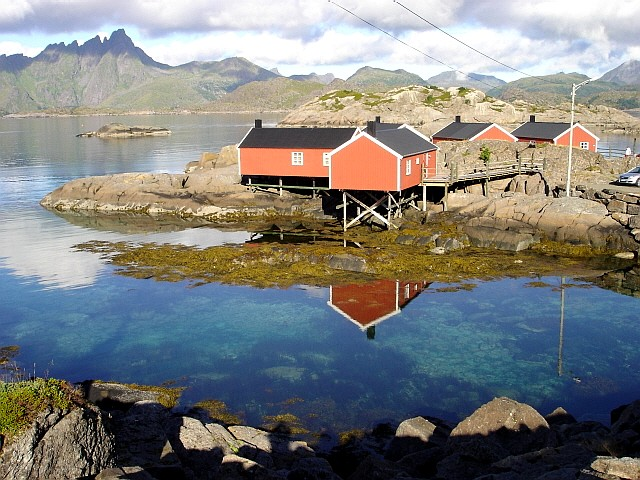
Rorbu v Mortsundu

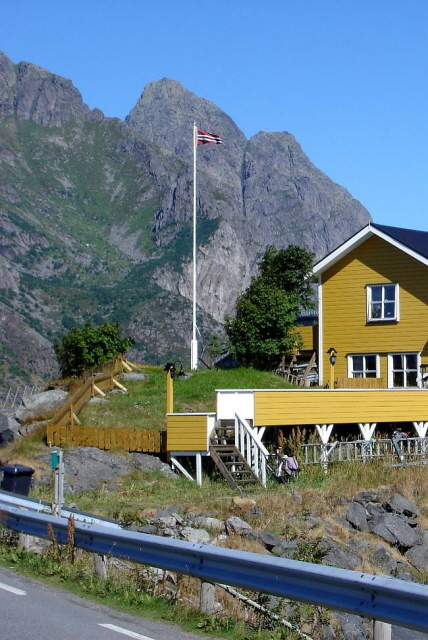
Obytný dům

Rorbu je (původně rybářský) dřevěný domek malé až střední velikosti na Lofotech (Norsko). Název Rorbu je složenina dvou slov: ROR-BU. ROR označuje odpočinek, BU označuje malý dům, určený k obývání nebo také k ukládání.

## Popis
Tyto domky byly původně určeny pro ubytování rybářů, bydlících dále od přístavu, kteří vyplouvali na rybolov. S rozvojem rybářského průmyslu i dopravy toto přechodné ubytování postupně ztrácelo na významu.
Tradičně typická pro tyto domy je dřevěná konstrukce a červená barva (některé prameny uvádějí i to, že se jedná o směs zvířecí krve). Trvale obytné domy mají barvu žlutou. S postupnou změnou životního stylu však i toto pomalu ztrácí na významu.
V současné době jsou některé osady Rorbu přeměněny na turistické ubytování, včetně restaurace. Ačkoliv zvenčí vypadají velmi jednoduše a střízlivě, uvnitř poskytují dostatečný ubytovací komfort pro turisty a nejen pro ně (viz dále zápis v návštěvní knize).

## Galerie
Uvedené snímky domků Rorbu pocházejí z bývalé rybářské osady Mortsund na norském souostroví Lofoty.

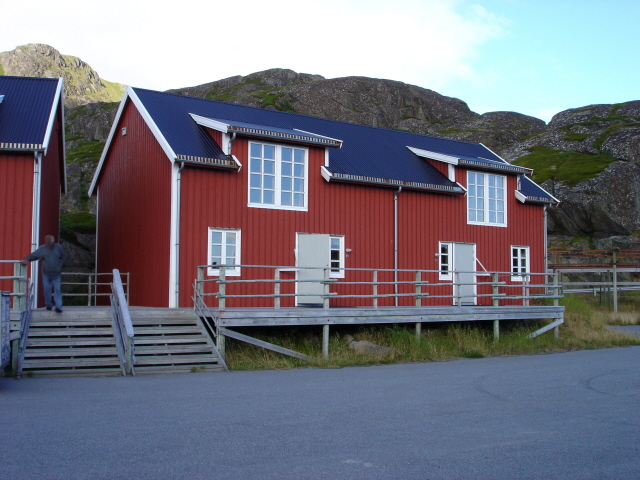
Vnější pohled
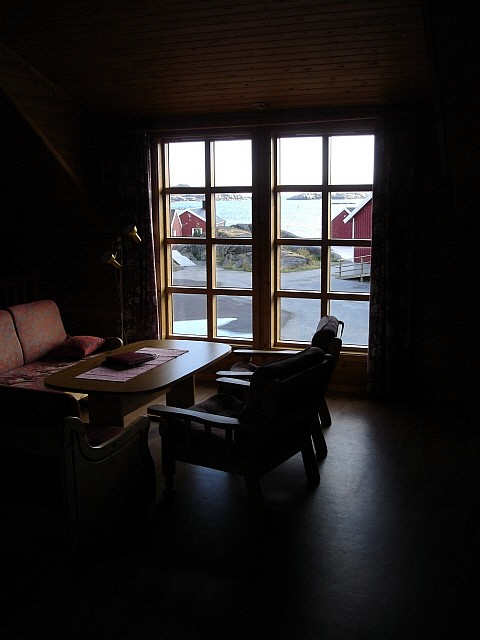
Interiér
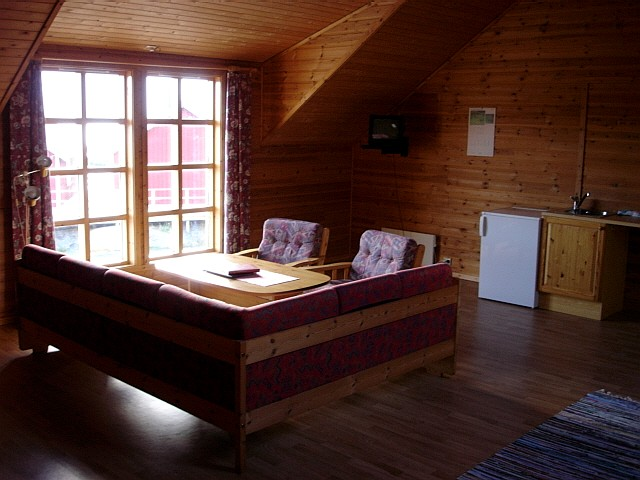
Interiér
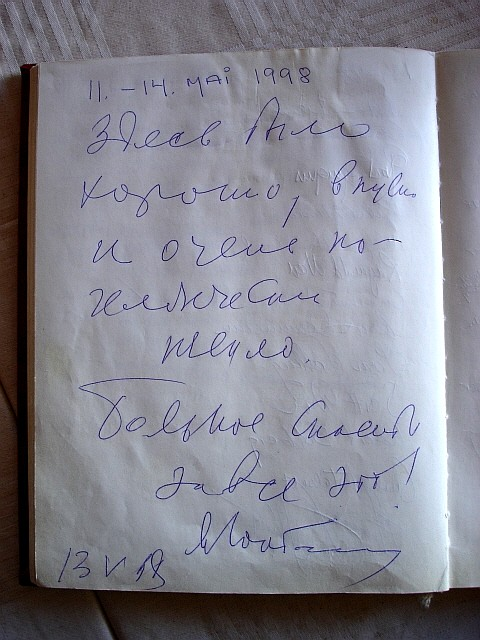
Návštěvní kniha

## Zajímavosti
Na obrázku obytného domu (žlutý) je zachycena mimo jiné i vlajka, která je odlišná od vlajky Norska. Nejedná se o státní symbol Norska, tudíž se na ni nevztahují příslušné předpisy vyvěšování.
Z návštěvní knihy je přefocena stránka z návštěvy a zápisem M. S. Gorbačova ve dnech 11. - 14. května 1998. Ubytování státníků nemusí být vždy honosné a i turista si může požívat výsady nocování ve stejném pokoji jako státník.